# COX-2-Hemmer
Als COX-2-Hemmer oder auch COX-2-Inhibitoren (allgemein: Coxibe, Singular: Coxib) bezeichnet man eine Gruppe von entzündungshemmenden Arzneistoffen, bei der nur eine der Unterformen der Cyclooxygenase (COX) gehemmt wird. Die wichtigsten Unterformen dieses Enzyms sind die Cyclooxygenase-1 (COX-1) und die Cyclooxygenase-2 (COX-2). COX-2-Hemmer zählen zur Gruppe der Nichtopioid-Analgetika.

## Vor- und Nachteile
Vor Entdeckung selektiver COX-2-Hemmer hemmten klassische Nichtsteroidale Antirheumatika (NSAR) sowohl COX-1 als auch COX-2. Die Hemmung der COX-2 vermindert die Synthese von Entzündungsmediatoren, was zum Rückgang der Entzündung führt, jedoch kommt es auch zu Nebenwirkungen durch Hemmung der COX-1. Bei COX-Hemmer-Einnahme sind mögliche Blutungen der Magenschleimhaut und der Rückgang der Nierenfunktion zu bedenken.
So genannte selektive COX-2-Hemmer wurden entwickelt, um gezielt Entzündungen zu behandeln, während die für einige wichtige Organfunktionen wie die Nierendurchblutung und den Schutz der Magenschleimhaut vor der Magensäure zuständige COX-1 wirksam bleibt. Dies gelang jedoch nur teilweise, da selektive COX-2-Hemmer ihre Wirkung zwar überwiegend an der COX-2, aber in geringem Maße auch an der COX-1 entfalten.
Bei Einnahme selektiver COX-2-Hemmer wird die COX-1 nur wenig beeinflusst, was aber nicht zum Ausbleiben der Nebenwirkungen führt. In Zulassungs- und Marketingstudien wurde vor allem eine im Vergleich zu älteren NSAR geringere Rate gastroskopisch auffindbarer Magenschleimhautschäden gezeigt. Der Grund hierfür ist, dass die durch COX-1 betriebene Synthese magenschützender Prostaglandine kaum verringert wird. Die klinische Bedeutung dieser Befunde ist aber nach wie vor unklar.
Durch die selektive Blockade der COX-2 steht der COX-1 jedoch mehr Arachidonsäure zur Verfügung, wodurch diese mehr Prostaglandine, unter anderem auch Thromboxan A2 bildet, das eine aggregatorische Wirkung auf Thrombozyten aufweist. Aus diesem Grund erhöht die Einnahme von selektiven COX-2-Hemmern die Inzidenz von kardiovaskulären Ereignissen (stärker).

## Nebenwirkungen
Die häufigsten genannten Nebenwirkungen sind: Infektion der oberen Atemwege, Durchfall, Dyspepsie, Oberbauchbeschwerden, Kopfschmerzen. Periphere Ödeme, Erhöhung des Blutdrucks treten bei COX-2-selektiven nichtsteroidalen Antiphlogistika genauso häufig wie bei herkömmlichen NSAR auf.
Im Jahr 2004 entstand im Verlauf einer Studie in den USA der Verdacht, dass eine längere Einnahme von Vioxx® (Rofecoxib, ein selektiver COX-2-Inhibitor) das Risiko eines Herzinfarkts deutlich erhöht. COX-2-Hemmer verringern die Synthese von Prostacyclin, welches die Thrombozytenaggregation hemmt und vasodilatatorisch wirkt, während die COX-1-vermittelte Bildung des funktionellen Antagonisten Thromboxan (welches also die Blutplättchenaggregation fördert und eine Vasokonstriktion bewirkt) unbeeinflusst bleibt, sodass insgesamt eine erhöhte Gerinnungsneigung bei engeren Gefäßen resultiert. Vioxx® wurde deshalb im September 2004 vom Markt genommen.
Im November 2006 kam mit Lumiracoxib ein COX-2-Inhibitor auf den Markt, der von der Struktur her nicht den anderen Coxiben, sondern Diclofenac ähnelt; ob deshalb das Risiko der kardiovaskulären (Herz- und Gefäßsystem betreffenden) Nebenwirkungen geringer ist, blieb ungeklärt. Wegen gravierender Leberschäden ist das Mittel 2007 vom Markt genommen worden.
Der COX-2-Hemmer Etoricoxib ist in den USA wegen Sicherheitsbedenken nicht, in Deutschland für Personen ab 16 Jahren zugelassen. Der mit Valdecoxib verwandte parenterale COX-2-Hemmer Parecoxib ist in der Schweiz wegen Sicherheitsbedenken vom Markt genommen worden und in den USA nicht zugelassen.
In-vitro-Daten lassen vermuten, dass die entzündungshemmende Wirkung von Tocotrienolen auch auf der selektiven Hemmung von COX-2 basiert.

## Coxibe
- Celecoxib
- Etoricoxib (in den USA nicht zugelassen)
- Rofecoxib (2004 vom Markt genommen)
- Valdecoxib (2005 vom Markt genommen)
- Lumiracoxib (2007 vom Markt genommen)
- Parecoxib[3] (in den USA nicht zugelassen)
- Robenacoxib (Nur in der Tiermedizin zugelassen)